# Importquote (Volkswirtschaftliche Gesamtrechnung)
Die Importquote (englisch import quota) ist eine volkswirtschaftliche Kennzahl, die das Verhältnis der Importe zum Bruttoinlandsprodukt einer Volkswirtschaft wiedergibt. Gegensatz ist die Exportquote.

## Allgemeines
Die Importquote gibt Aufschluss über den Außenhandel, den ein Staat betreibt und das Ausmaß dieses Außenhandels, die so genannte Außenhandelsverflechtung. Diese kommt in der Außenhandelsquote zum Ausdruck, bei der Exporte und Importe gleichermaßen berücksichtigt werden. Die Differenz zwischen Exporten und Importen heißt Außenbeitrag, der Mittelwert aus Exportquote und Importquote heißt Offenheitsgrad. Annähernd autarke Staaten weisen geringe Export- und Importquoten auf. Umgekehrt besitzen Kleinstaaten im Regelfall höhere Importquoten als Flächenstaaten, denn letztere besitzen allgemein eine besser diversifizierte Faktorausstattung. Das absolute Importvolumen ist nur wenig aussagekräftig, so dass sich international die Verhältniszahl der Importquote durchgesetzt hat. Während die Exporte als im Inland produzierte Güter im Bruttoinlandsprodukt enthalten sind, bilden die Importe keinen Bestandteil des Bruttoinlandsprodukts.

## Berechnung
Als Importe gelten sämtliche Güter und Dienstleistungen, die innerhalb eines Jahres aus dem Ausland erworben wurden. Beide Aggregate ergeben sich aus der Handels- bzw. Dienstleistungsbilanz. Die für den Erwerb tatsächlich gezahlten Importausgaben (Ausgaben in Inlandswährung und Devisenausgaben) enthalten nur die von den Importeuren bezahlten Güter und Dienstleistungen, nicht die mit einem Zahlungsziel verbundenen Importe. Die gezahlten Importausgaben werden dem Bruttoinlandsprodukt (BIP) gegenübergestellt, das eine Zusammenfassung aller im Staat produzierten Güter und Dienstleistungen darstellt und somit auch die im Inland produzierten Exporte enthält.
{\displaystyle {\text{Importquote}}={\frac {\text{Importausgaben}}{\text{Bruttoinlandsprodukt}}}\times 100}
Nehmen die Importe bei konstantem BIP zu, erhöht sich die Importquote und umgekehrt. Die Importquote ändert sich, wenn die Änderungsrate des Importausgabevolumens von jener des Geldeinkommens abweicht. Die Nachfrageelastizität für Importe ist umso höher, je leichter sich heimische Güter durch Importe ersetzen lassen. Hohe Nachfrageelastizitäten gibt es dort, wo der Außenhandel relativ unbedeutend ist und eine niedrige Importquote aufweist.

## Verwendung
Wer exportiert, darf auch importieren und dafür einen Teil seiner erwirtschafteten Devisen verwenden. Denn die Exporterlöse werden zur Bezahlung der Importe und des Schuldendienstes (Zinsaufwand und Tilgung) für Staatsschulden verwendet. Dadurch spielen die Exporterlöse auch bei der Kennzahl des Zinsdeckungsgrades eine Rolle. Kritisch ist die Situation für einen Staat, wenn der Schuldendienst 20 % bis 25 % der dauerhaft erzielbaren Exporterlöse überschreitet oder mehr als 20 % der Staatsausgaben erreicht. Dann muss er möglicherweise seine Importe verringern, weil die nach Bezahlung des Schuldendienstes übrig bleibenden Exporterlöse nicht mehr zur Bezahlung der Importe ausreichen. Je höher mithin die Exportquote ausfällt, umso mehr Importe und Staatsschulden kann sich ein Staat leisten und umgekehrt.
Die Importquote ist eine Kennzahl, die beim Länderrating durch Ratingagenturen und Banken eine wichtige Rolle spielt. Unter sonst gleichbleibenden Bedingungen verbessert sich ein Rating bei niedriger Importquote und umgekehrt. Das liegt insbesondere daran, dass eine niedrige Importquote – bei höherer Exportquote – zu Devisenzuflüssen zu Gunsten der Währungsreserven eines Staates führt, was als günstig angesehen wird. Diese Situation kann auch zu negativen Folgen führen, wenn eine wachsende Importabhängigkeit zu einer wirtschaftlichen Abhängigkeit von der Konjunktur in den Exportstaaten führt und die Importgüter die eigenen Güter des Importstaates verdrängen. Sind durch die Importlastigkeit sogar Handelsbilanzdefizite entstanden, ist das Ziel des außenwirtschaftlichen Gleichgewichts verfehlt.
Dass Kleinstaaten relativ hohe Importquoten aufweisen, wird statistisch bewiesen, denn nach Höhe der Importquote führen in Europa Luxemburg (177,6 %), Malta (137,8 %) und Irland (100,6 %). Hingegen weisen Flächenstaaten wie Deutschland (39,1 %), Frankreich (31,4 %), Spanien (30,7 %), Griechenland (30,3 %), Großbritannien (29,4 %) und Italien (27 %) geringere Importquoten auf. Importquoten über 100 % können damit erklärt werden, dass die betroffenen Staaten hohe – nicht im BIP enthaltene – Importe aufweisen, die sie nach Weiterverarbeitung exportieren und/oder eine reine Handelsfunktion übernehmen und importierte Waren teurer exportieren. Beispiel hierfür ist Singapur, denn Waren werden nach Singapur verschifft und von dort ohne Weiterverarbeitung umgeladen und weiterverschifft. Entsprechend weist Singapur hohe Exporte und Importe auf; es erreicht eine Importquote von 167,7 % (2014).

## Wirtschaftliche Aspekte
Die Importe und damit die Importquote sind von mehreren Faktoren abhängig. Zunächst einmal muss ein ausländischer Staat Standortvorteile und technisches Wissen besitzen sowie Güter und Dienstleistungen produzieren, die über den eigenen Inlandsbedarf für Konsum und Investition hinausgehen. Der für den Import vorgesehene Teil wiederum muss von Marktpreis und Produktqualität den vergleichbaren konkurrierenden Gütern und Dienstleistungen des Importlandes überlegen sein. Darüber hinaus müssen Wechselkursrelationen (Terms of Trade) für ein günstiges Importklima sorgen. Liegen diese Voraussetzungen vor, so kann der Import – bei unterproportional wachsendem Export – bis zu einer Situation gesteigert werden, in der die importbedingten Devisenabflüsse zum vollständigen Abbau der Währungsreserven führen, so dass eine faktische oder formale Abwertung der Inlandswährung des Importlandes herbeigeführt wird.
Diese Abwertung sorgt im Regelfall für eine Abschwächung der – in Fremdwährung fakturierten – Importe und damit der Importquote, weil sich für die inländischen Importeure wegen der erhöhten Fremdwährungskurse die Importpreise verteuern. Einen gleichen Effekt übt eine Aufwertung im Land des Exporteurs aus. Auch eine Inflation im Land des Exporteurs hat eine Verteuerung der Importpreise bei den Importeuren zur Folge. Abwertung/Aufwertung und Inflation sind damit die wichtigsten Korrektive für die Importquote.
Bei hoher Importquote von bestimmten Gütern aus einem einzigen Staat, die auch aus anderen Staaten bezogen werden könnten, besteht eine Monostruktur. Diese führt zu einseitiger Abhängigkeit und birgt das Risiko in sich, dass aus den verschiedensten Gründen im Exportland ein Lieferengpass entstehen kann, der sich im Importland auswirkt. Hierzu gehören Betriebsstörungen bei der Produktion, Boykott, Embargo oder Exportverbot im Exportland. Hohe Importquoten gehen mit einem niedrigen Selbstversorgungsgrad einher und führen zu einer geringen Versorgungssicherheit/Energiesicherheit. So sieht die Struktur des Primärenergieverbrauchs in Deutschland nach Energieträgern im Vergleich zwischen 2018 und 2020 wie folgt aus:
| Energieträger        | Anteil am Primärenergieverbrauch 2018 | Anteil am Primärenergieverbrauch 2020 |
| -------------------- | ------------------------------------- | ------------------------------------- |
| Mineralöl            | 34,0 %                                | 33,7 %                                |
| Erdgas               | 23,4 %                                | 26,6 %                                |
| erneuerbare Energien | 13,8 %                                | 16,6 %                                |
| Braunkohle           | 11,3 %                                | 8,1 %                                 |
| Steinkohle           | 10,9 %                                | 7,7 %                                 |
| Kernenergie          | 6,3 %                                 | 6,0 %                                 |
| Sonstige             | 0,4 %                                 | 1,9 %                                 |

Die Abhängigkeit von fossiler Energie (insbesondere Mineralöl und Erdgas) ist sehr hoch und führt zu riskanten Abhängigkeiten. Hohe Importquoten müssen im Rahmen der Außenhandelspolitik durch Risikodiversifizierung verringert werden. Dieses Staatsziel ist unter anderem auch beim Energiemix zu beachten. Diese Importabhängigkeit einiger Energieträger wird aus folgender Tabelle deutlich:
| Energieträger | Importe 2020                                                                  | Importquote 2020 in % |
| ------------- | ----------------------------------------------------------------------------- | --------------------- |
| Erdöl         | 42 % aus Russland 14 % aus Vereinigtes Königreich 14 % aus Vereinigte Staaten | 098,0 %               |
| Erdgas        | 55 % aus Russland 31 % aus Norwegen 13 % aus Niederlande                      | 094,4 %               |
| Steinkohle    | 38,9 % aus Russland 17,5 % aus Vereinigte Staaten                             | 100,0 %               |
| Uran          | Frankreich, Kanada, Vereinigtes Königreich                                    | 100,0 %               |

Uran zur Kernenergienutzung wird zu 100 % importiert, nachdem die Gewinnung in Thüringen und Sachsen im Mai 2021 eingestellt wurde. Da im Dezember 2022 die letzten Kernkraftwerke abgeschaltet werden, sind Uranimporte nur noch für medizinische Zwecke notwendig. Die inländische Produktion von Steinkohle wurde im Januar 2019 beendet, seitdem wird der Energieträger vollständig importiert. Ebenso wird Erdöl und Erdgas fast vollständig aus dem Ausland bezogen.

## Unternehmen
Wirtschaftszweige und Unternehmen bezeichnen mit Importquote den Anteil der Einfuhrumsätze am gesamten Beschaffungsumsatz. Sie spiegelt die Importintensität wider:
{\displaystyle {\text{Importquote}}={\frac {\text{Wareneinsatz aus dem Ausland}}{\text{Umsatzerlöse}}}\times 100}
Auch hier gilt, dass ein zunehmender Wareneinsatz aus dem Ausland bei gleichbleibendem Gesamtumsatz eine steigende Importquote mit sich bringt und umgekehrt. Während lediglich 17 % der kleinen und mittleren Unternehmen (KMU) im Jahre 2011 Waren eingeführt hatten, lag der Anteil der Großunternehmen bei 45 %. Gemessen am Außenhandelsvolumen wiesen KMU lediglich 28 % Anteil auf, der Rest von 72 % entfiel auf Großunternehmen. Die Importintensität der deutschen Großunternehmen ist mithin wesentlich höher. Nach Wirtschaftszweigen führen (2004) Textilien/Bekleidungsindustrie/Lederherstellung mit 427 % der Bruttowertschöpfung, gefolgt von der Mineralölverarbeitung (355 %), sonstige Fahrzeuge (307 %) oder Elektroerzeugnisse (168 %).

## Kontingent
Unter einer Importquote kann auch eine staatliche Importbeschränkung zu verstehen sein, also eine mengenmäßige Kontingentierung der Importmengen aller oder bestimmter Güter. Sie ist meist ein Teil der Devisenbewirtschaftung wegen begrenzter Devisenbestände, mit denen Importe zu bezahlen sind. Sie erhöht stets den Inlandspreis des Importgutes.